# Kewpie

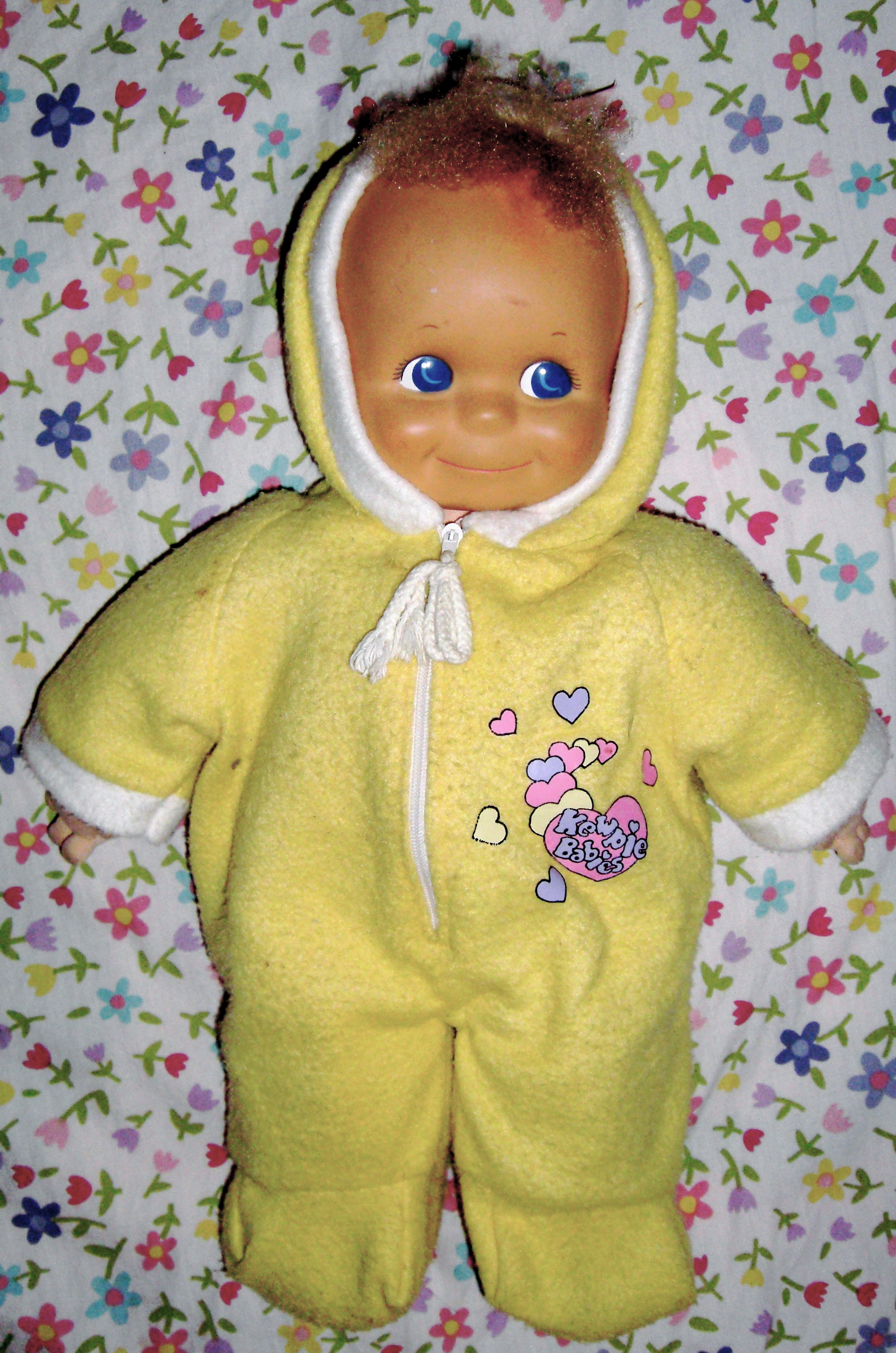
Kewpie-Babypuppe

Die  Kewpie oder auch Kewpie Doll ist eine Puppe. Der Name leitet sich vom römischen Gott Cupido ab.

## Geschichte
Bekannt wurde sie zu Beginn des 20. Jahrhunderts, als sie erstmals 1913 in Ohrdruf in Thüringen hergestellt wurde. Die Vorlagen stammen von Zeichnungen der Amerikanerin Rose O’Neill, die die Herstellung in Deutschland in Auftrag gab. Als Material wurde damals Biskuitporzellan und Celluloid verwendet. Die Herstellung aus Celluloid wurde wegen der hohen Entflammbarkeit des Materials nach einem Kaufhausbrand eingestellt. Ab Ende der 1940er Jahre begann die Produktion in Hartplastik. Populär wurde die Kewpie  nach dem Zweiten Weltkrieg im besetzten Japan, wo sie auch produziert wurde. Die aus dieser Zeit stammenden Puppen tragen die Aufschrift „Made in occupied Japan“.
Im Schloss Ehrenstein in Ohrdruf sind etliche Exemplare zu sehen; auch Entstehungsgeschichte und Produktion werden dargestellt.

## Nutzung als Maskottchen
In Japan ist eine Kewpiepuppe Maskottchen und Logo für die nach ihr benannte Kewpie-Mayonnaise. Vermutlich wurde die Kewpiepuppe aufgrund ihrer damaligen Beliebtheit ausgewählt. Die Mayonnaise nutzte das Logo seit Markteinführung 1925 nahezu durchgängig, lediglich während des Zweiten Weltkrieges war keine Produktion möglich.
In der Variantenschreibung Kewpee ist eine Kewpie Doll seit 1918 auch Firmenlogo der gleichnamigen Fast-Food-Kette in den USA.